# 잉글리시 프리미어십
잉글리시 프리미어십(English Premiership, Aviva Premiership)은 1987년 창설하여 1996년 프로화한 영국의 1부 프로 럭비 유니온 리그이다. 럭비 풋볼 유니온에서 주관하며 12팀으로 이루어져 있으며 2부리그인 RFU 챔피언십과 승강제를 실시한다.

## 역사

### 이전의잉글랜드럭비 ( ~ 1972)
잉글랜드 럭비의 주관기구인 럭비 풋볼 유니온은 리그 시스템을 그들이 내세웠던 아마추어 정신에 위배되는 제도라고 여겼다. 선수 연봉 인상에 의한 팀의 재정 부담이나 더티플레이를 유도할 것이라고 생각했기 때문이였다. 팀들은 친선경기나 정기시합등으로 경기를 치루었고 유일하게 있었던 정식 대회는 지역 내부의 대회였던 카운티 컵과 카운티 챔피언십이었다.

### RFU 전국 대회&커리지 리그 (1972 ~ 1995)
1972년, RFU는 새롭게 전국 대회, RFU 클럽 챔피언십(앵글로 웰시 컵의 전신)를 만들었다. 1980년대 들어서 리그일정 때문에 시즌이 채워지자, 전통적 럭비 시합들은 사라졌다.
1987년, 1000여개팀이 108개 팀에 참가하는 리그 시스템인 커리지 리그가 만들어졌다.
1987년의 첫 시즌에서는 팀들이 합의의 의한 리그 일정으로 짜였는데, 리그는 예상치 못했던 성공이었다. 안정된 리그 시스템의 의해 선수들의 기량은 향상되었고, 그로인해 관중이 늘었을 뿐더러, 기업들과 지역 경제인들까지 관심을 보이기 시작하였다. 리그제도가 선수들의 공격성을 높일거라는 주장은 거짓으로 판명됐다.
커리지 리그는 두팀, 바스와 레스터가 리그를 양분하며 지배하였다.
1994년, 리그는 정식으로 홈 앤 어웨이 제도를 도입하였다. 1994-95 시즌에는 처음으로 스카이 스포츠에서 리그 생중계를 방영하며 지금까지 쭉 이어지고 있다.

### 럭비의 프로화 (1996)
1996-97 시즌에 리그는 프로화되었다. 프로화 시대로 접어들면서 사라센스나 뉴캐슬 팔콘스, 노스햄프턴 세인츠 같은 구단은 리그에 돌풍을 일으켰지만, 웨스트 하틀풀이나, 리치몬드, 런던 스코티시는 쇠락의 길을 걸었다.

## 이벤트
- 런던 더블 헤더

## 팀 (2015-16)
| 팀              | 경기장                | 수용인원 | 연고지                       |
| --------------- | --------------------- | -------- | ---------------------------- |
| 바스 럭비       | 레크리에이션 그라운드 | 12,300   | 바스, 서머싯주               |
| 엑세터 치프스   | 샌디 파크             | 10,744   | 엑세터, 데번주               |
| 글로스터 럭비   | 킹스홈 스타디움       | 16,500   | 글로스터, 글로스터셔주       |
| 할리퀸스        | 트위크넘 스툽         | 14,816   | 트위크넘, 미들섹스 주/런던   |
| 레스터 타이거스 | 웰포드 로드           | 24,000   | 레스터, 레스터셔주           |
| 런던 아이리시   | 마데이스키 스타디움   | 24,161   | 레딩, 버크셔주               |
| 런던 와스프스   | 애덤스 파크           | 10,516   | 하이위컴, 버킹엄셔주         |
| 뉴캐슬 팔콘스   | 킹스턴 파크           | 10,200   | 뉴캐슬어폰타인, 타인 위어 주 |
| 노샘프턴 세인츠 | 프랭클린스 가든       | 13,600   | 노샘프턴, 노샘프턴셔주       |
| 세일 샤크스     | 에드겔리 파크         | 10,852   | 스톡포트, 그레이터맨체스터주 |
| 사라센스 F.C.   | 비커리지 로드         | 16,900   | 왓퍼드, 허트포드셔 주        |
| 우스터 워리어스 | 식스웨이스 스타디움   | 12,068   | 우스터, 우스터셔주           |

## 우승

### 커리지 리그
- 1987-88 : 레스터 타이거스
- 1988-89 : 바스 럭비
- 1989-90 : 런던 와스프스
- 1990-91 : 바스 럭비
- 1991-92 : 바스 럭비
- 1992-93 : 바스 럭비
- 1993-94 : 바스 럭비
- 1994-95 : 레스터 타이거스
- 1995-96 : 바스 럭비
- 1996-97 : 런던 와스프스

### 얼라이드 던바 프리미어십
- 1997-98 : 뉴캐슬 팔콘스
- 1998-99 : 레스터 타이거스
- 1999-2000 : 레스터 타이거스

### 취리히 프리미어십
- 2000-01 : 레스터 타이거스
  - 레스터 타이거스 통합 우승
- 2001-02 : 레스터 타이거스
  - 글로스터 플레이오프 우승
- 2002-03 : 런던 와스프스
  - 글로스터 정규시즌 우승
- 2003-04 : 런던 와스프스
  - 바스 정규시즌 우승
- 2004-05 : 런던 와스프스
  - 레스터 타이거스 정규시즌 우승

### 기네스 프리미어십
- 2005-06 : 세일 샤크스
  - 세일 샤크스 통합 우승
- 2006-07 : 레스터 타이거스
  - 글로스터 정규시즌 우승
- 2007-08 : 런던 와스프스
  - 글로스터 정규시즌 우승
- 2008-09 : 레스터 타이거스
  - 레스터 타이거스 통합 우승
- 2009-10: 레스터 타이거스
  - 레스터 타이거스 통합 우승

### 아비바 프리미어십
- 2010-11 : 사라센스 F.C. 우승
  - 레스터 타이거스 정규 시즌 우승

### 프리미어십 결승
| 시즌    | 결승전 날짜     | 우승            | 점수  | 준우승          | 관중수 | 정규시즌 1위팀  |
| ------- | --------------- | --------------- | ----- | --------------- | ------ | --------------- |
| 1987-88 | N/A             | N/A             | N/A   | N/A             | N/A    | 레스터 타이거스 |
| 1988-89 | N/A             | N/A             | N/A   | N/A             | N/A    | 바스            |
| 1989-90 | N/A             | N/A             | N/A   | N/A             | N/A    | 와스프스 FC     |
| 1990-91 | N/A             | N/A             | N/A   | N/A             | N/A    | 바스            |
| 1991-92 | N/A             | N/A             | N/A   | N/A             | N/A    | 바스            |
| 1992-93 | N/A             | N/A             | N/A   | N/A             | N/A    | 바스            |
| 1993-94 | N/A             | N/A             | N/A   | N/A             | N/A    | 바스            |
| 1994-95 | N/A             | N/A             | N/A   | N/A             | N/A    | 레스터 타이거스 |
| 1995-96 | N/A             | N/A             | N/A   | N/A             | N/A    | 바스            |
| 1996-97 | N/A             | N/A             | N/A   | N/A             | N/A    | 런던 와스프스   |
| 1997-98 | N/A             | N/A             | N/A   | N/A             | N/A    | 뉴캐슬 팔콘스   |
| 1998-99 | N/A             | N/A             | N/A   | N/A             | N/A    | 레스터 타이거스 |
| 1999-00 | N/A             | N/A             | N/A   | N/A             | N/A    | 레스터 타이거스 |
| 2000-01 | 2001년 5월 13일 | 레스터 타이거스 | 22-10 | 바스            | 33,500 | 레스터 타이거스 |
| 2001-02 | 2002년 6월 8일  | 글로스터        | 28-23 | 브리스틀        | 28,500 | 레스터 타이거스 |
| 2002-03 | 2003년 5월 31일 | 런던 와스프스   | 39-3  | 글로스터        | 42,000 | 글로스터        |
| 2003-04 | 2004년 5월 29일 | 런던 와스프스   | 10-6  | 바스            | 59,500 | 바스            |
| 2004-05 | 2005년 5월 14일 | 런던 와스프스   | 39-14 | 레스터 타이거스 | 66,000 | 레스터 타이거스 |
| 2005-06 | 2006년 5월 27일 | 세일 샤크스     | 45-20 | 레스터 타이거스 | 58,000 | 세일 샤크스     |
| 2006-07 | 2007년 5월 12일 | 레스터 타이거스 | 44-16 | 글로스터        | 59,000 | 글로스터        |
| 2007-08 | 2008년 5월 31일 | 런던 와스프스   | 26-16 | 레스터 타이거스 | 81,600 | 글로스터        |
| 2008-09 | 2009년 5월 16일 | 레스터 타이거스 | 10-9  | 런던 아이리시   | 81,601 | 레스터 타이거스 |
| 2009-10 | 2010년 5월 29일 | 레스터 타이거스 | 33-27 | 사라센스        | 81,600 | 레스터 타이거스 |
| 2010–11 | 2011년 5월 28일 | 사라센스        | 22–18 | 레스터 타이거스 | 80,016 | 레스터 타이거스 |

### 우승 기록
| 팀              | 시즌 우승 | 우승 년도                                            | 프리미어십 우승 |
| --------------- | --------- | ---------------------------------------------------- | --------------- |
| 레스터 타이거스 | 9         | 1988, 1995, 1999, 2000, 2001, 2002, 2007, 2009, 2010 | 9               |
| 바스            | 7         | 1989, 1991, 1992, 1993, 1994, 1996                   | 6               |
| 런던 와스프스   | 2         | 1990, 1997, 2003, 2004, 2005, 2008                   | 6               |
| 뉴캐슬 팔콘스   | 1         | 1998                                                 | 1               |
| 세일 샤크스     | 1         | 2006                                                 | 1               |
| 사라센스        | 1         | 2011                                                 | 0               |
| 글로스터        | 3         | n/a                                                  | 0               |

## 1부 리그(프리미어십) 참가 기록
| 시즌수 | 팀                   | 시즌                                                                         |
| ------ | -------------------- | ---------------------------------------------------------------------------- |
| 25     | 바스                 | 1987-88 ~                                                                    |
| 3      | 베드포드 블루스      | 1989-90, 1999-2000                                                           |
| 19     | 브리스틀             | 1987-88 ~ 1992-93, 1995-96 ~ 1997-98, 1999-2000 ~ 2002-03, 2005-06 ~ 2008-09 |
| 1      | 코벤트리             | 1987-88                                                                      |
| 2      | 엑세터 치프스        | 2010-11 ~                                                                    |
| 25     | 글로스터             | 1987-88 ~                                                                    |
| 24     | 할리퀸스             | 1987-88 ~ 2004-05, 2006-07 ~                                                 |
| 8      | 리즈 카네기          | 2001-02 ~ 2005-06, 2007-08, 2010-11                                          |
| 25     | 레스터 타이거스      | 1988–2011                                                                    |
| 2      | 리버풀 세인트 헬렌스 | 1988-89, 1990-91                                                             |
| 19     | 런던 아이리시        | 1992-93 ~ 1993-94, 1997-98 ~                                                 |
| 2      | 런던 스코티시        | 1992-94, 1998-99                                                             |
| 4      | 모슬리               | 1988–1992                                                                    |
| 16     | 뉴캐슬 팔콘스        | 1993-94, 1997-98 ~                                                           |
| 20     | 노스햄프턴 세인츠    | 1990-91 ~ 1994-95, 1996-97 ~ 2006-07, 2008-09 ~                              |
| 5      | 노팅험               | 1987-88 ~ 1991-92                                                            |
| 10     | 오렐                 | 1987-88 ~ 1996-97                                                            |
| 2      | 리치몬드             | 1997-98 ~ 1998-99                                                            |
| 4      | 로슬린 파크          | 1989–1992                                                                    |
| 2      | 로더럼 타이탄스      | 2001, 2004                                                                   |
| 2      | 럭비 라이온스        | 1992–1993                                                                    |
| 19     | 세일 샤크스          | 1988, 1995–2011                                                              |
| 21     | 사라센스             | 1990–1993, 1996–2011                                                         |
| 25     | 런던 와스프스        | 1988–2011                                                                    |
| 2      | 워털루               | 1988–1989                                                                    |
| 5      | 웨스트 하틀풀        | 1993, 1995–1997, 1999                                                        |
| 7      | 워체스터 워리어스    | 2004-05 ~ 2009-2010, 2011-12 ~                                               |

## 대회

### 리그
잉글리시 프리미어십은 9월부터 5월까지 진행되며 각팀이 한 번씩 홈 앤드 어웨이로 총 22라운드가 진행된다. 리그가 진행되는 동안 시합에는 다음과 같은 방식으로 승점이 주어진다.
- 승리시 4점
- 무승부시 2점
- 4개 이상의 트라이 기록시 1 보너스 승점
- 7점 이하로 질시 1보너스 승점

22 라운드 정규 시즌이 끝난후 매년 상위 4팀이 준결승에 진출하여 1위와 4위가, 그리고 2위와 3위가 각각 상위팀의 홈구장에서 단판전으로 대결하여 각각의 승자가 결승을 트위크넘 경기장에서 치른다

### 승강제
잉글리시 프리미어십에는 승강제가 실시되고 있다. 매년 시즌이 끝난후, 프리미어십의 최하위팀은 하부 리그인 RFU 챔피언십으로 강등된다. 반대로 RFU 챔피언십 승격 플레이오프의 우승팀은 다음시즌 잉글리시 프리미어십으로 승격 된다.

### 유럽 대회
잉글리시 프리미어십의 참가팀들은, 유러피언 럭비 컵의 두 대회, 하이네켄 컵과 암린 챌린지 컵에 참가하게 된다. 시즌이 끝난후 상위 6팀이 다음 시즌 하이네켄 컵 출전권을 확보하며, 이외에도 전 시즌 하이네켄 컵이나 유러피언 챌린지 컵, 앵글로 웰시 컵의 우승팀이 출전권을 같게 된다. 하이네켄 컵 출전권을 획득하지 못한 팀들은 유러피언 챌린지 컵에 참가하게 된다.

## 같이 보기
- 톱 14
- 유나이티드 럭비 챔피언십
- 앵글로-웰시컵
- RFU 챔피언십
- 하이네켄 컵